# Melchior Hamers

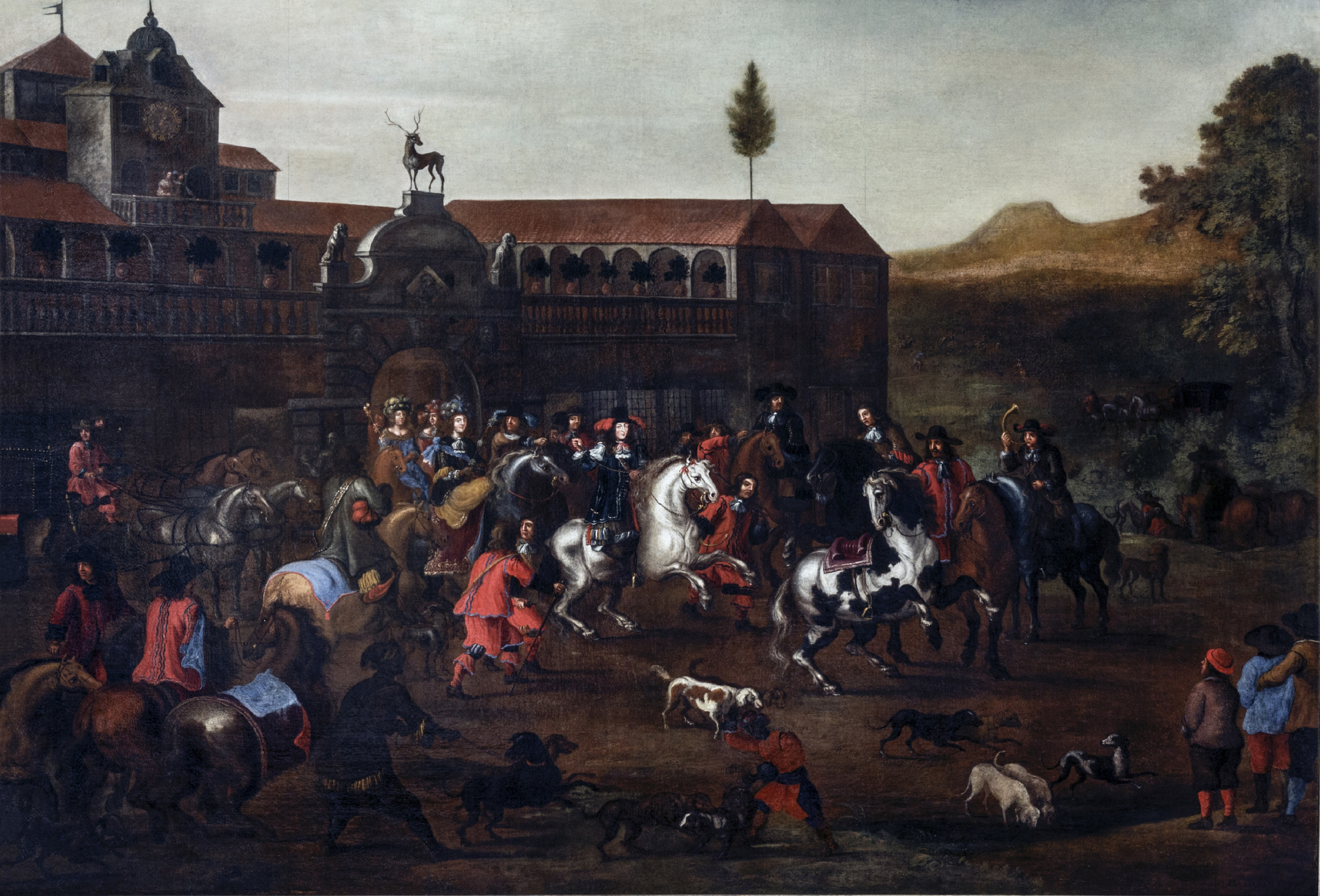
La salida de la corte para la caza de la Venaria Reale

Melchior Hamers (Amberes, 26 de enero de 1638 – Amberes, 1709/10) fue un pintor, dibujante, grabador y editor flamenco. Es conocido por sus paisajes de estilo italiano, escenas con cazadores y escenas de batalla. Hizo una serie de grabados a partir de diseños de otros artistas, algunos de los cuales también publicó.

## Vida
Hamers nació en Amberes el 26 de enero de 1638. Fue registrado como aprendiz de Willem van Herp en la Guilda de San Lucas de Amberes en el año del gremio 1653-1654. Se convirtió en maestro en el gremio en el año del gremio 1657-1658. Es posible que viajase a Italia alrededor de 1668, ya que una pintura totalmente firmada, probablemente fechada en 1668, representa el patio del Palacio de Venaria, una antigua residencia real y jardines ubicados en Venaria Reale, cerca de Turín, en la región de Piamonte en el norte de Italia. Es posible que esta pintura se  realizase en el lugar, lo que implicaría que probablemente trabajaba para la Casa Real de Saboya, propietaria del Venaria.

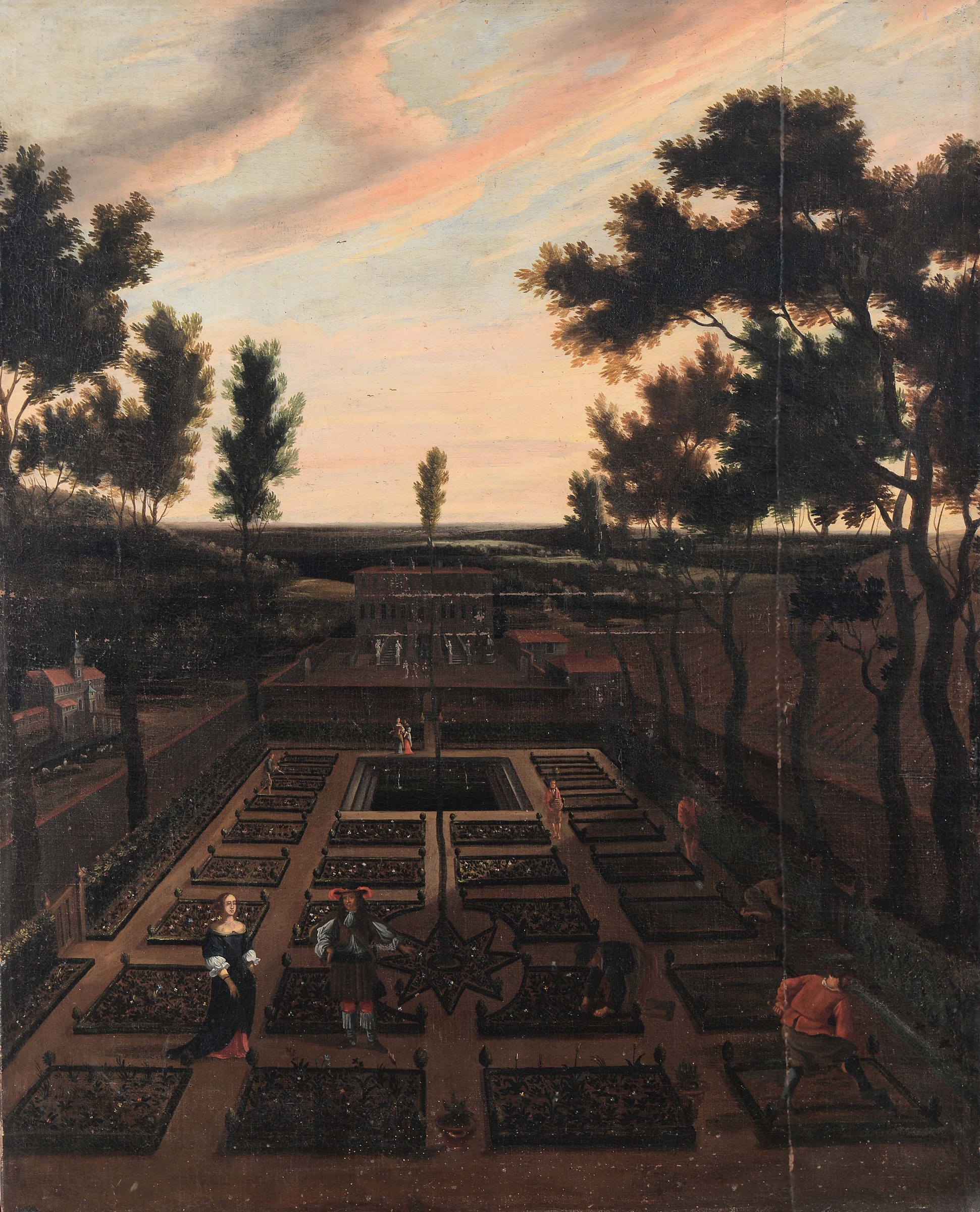
Paisaje con figuras cuidando un jardín.

Fue capitán de la milicia civil de Amberes, el llamado schutterij. Se casó con Isabella Johanna van den Perre. El 20 de abril de 1675 otorgó testamento junto con su esposa. El 11 de junio de 1677, él y Franchois Bodeloo figuran como tutores de Jan van Meurs. El 3 de enero de 1678 firmó un contrato de aprendizaje con Jan Baptist de Bie, hijo del pintor Erasmus de Bie.
Los registros del gremio afirman que las cuotas por fallecimiento de la esposa del capitán Hamers se pagaron en el año gremial 1678-1679. Esto indica que murió en 1679 o antes. No está claro en los registros si Capiteyn Hamers era una referencia a Melchior Hamers o a otro pintor llamado Franciscus Hamers que también pudo haber sido capitán de la milicia local. Su esposa murió definitivamente antes de 1682, año en el que se liquidó su patrimonio. Hamers se casó el 19 de mayo de 1682 con Catharina Basseliers, viuda del pintor marino Jan Peeters el Viejo. Ella murió en 1690.
Debió morir en 1709 o 1710 ya que sus derechos de sucesión se pagaron al Gremio entre el 18 de septiembre de 1709 y el 18 de septiembre de 1710.

## Obra
Los temas de Hamers son principalmente paisajes italianos, escenas con cazadores y escenas de batallas. Destacan sus escenas de caza de los duques de Saboya a la salida y al regreso del Palacio de Venaria. 
Se cree que grabó algunas planchas de dos series de grabados según diseños de Cornelis de Wael, una sobre los cinco sentidos y otra sobre las cuatro estaciones. Hamers y Willem Peeters fueron los principales grabadores de estas series, que fueron publicadas en Amberes por Alexander Voet el Viejo.